# Székesfehérvár
Székesfehérvár  (ˈseːkɛʃfɛˈheːrvaːr) (in tedesco Stuhlweißenburg; in serbo Столни Београд?, Stolni Beograd; in slovacco Stoličný Belehrad; in latino Alba Regia; in italiano storico Albareale) è una città dell'Ungheria con circondario urbano autonomo e sede della contea di Fejér. Ha 97.617 abitanti (2014). In Ungheria viene chiamata "Città dei re", poiché era, oltre a Buda e a Presburgo (l'odierna Bratislava), la città in cui avevano luogo le incoronazioni dei re ungheresi.

## Storia

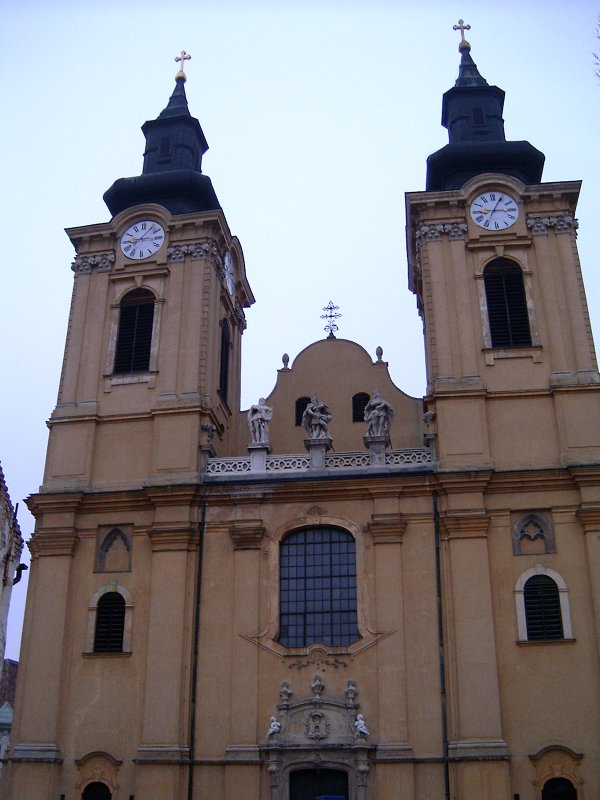
Cattedrale di Santo Stefano

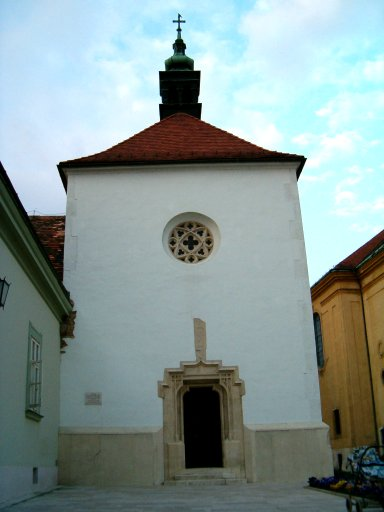
Cappella di Sant'Anna

Nel territorio cittadino si trovano tracce di insediamenti umani già nel Neolitico (5000 a.C.). Alcuni siti archeologici risalgono anche al periodo degli Avari (900 d.C.).
L'insediamento e la successiva città, sita tra il Balaton e il Lago di Velence, è da sempre un punto d'incontro di parecchie vie di traffico commerciali In quest'area le vie commerciali portavano attraverso la valle del territorio Mór e il territorio attorno al Veszprém verso Sud-Ovest sulla penisola balcanica, verso Nord-est ad un punto di guado del Danubio (l'odierna Budapest) e infine lungo le sponde del Balaton verso la Slovenia. Székesfehérvár è ancora un punto di incontro della regione Transdanubiana sia per il traffico ferroviario che per quello stradale. 
La prima città venne fondata dagli Ungari al tempo della conquista del paese dal principe Géza e innalzata al rango di prima capitale magiara. A partire dal 972 essi costruirono un piccolo castello in pietra, comprendente il palazzo del principe e una chiesa. Il figlio di Géza, Stefano I (canonizzato nel 1083), elevò l'insediamento al rango di città e di capitale del regno, facendo erigere la grande basilica dell'Assunta, consacrata nel 1038. In essa venivano conservati il tesoro, l'archivio di stato ed i simboli del potere dello stato; a Székesfehérvár si teneva la Dieta (Assemblea Ufficiale) del regno. Fino al 1526 nella basilica reale vennero incoronati 43 re ungheresi e fino al 1540 vi furono sepolti quindici di loro, fra i quali lo stesso Stefano I.
Nell'XI secolo la città divenne una tappa importante dei pellegrinaggi in Terrasanta. Nel corso del medioevo la città continuò ad espandersi, e sulle colline che si innalzavano dalle paludi sorsero i sobborghi. Qui si stabilirono ordini monastici, artigiani e mercanti. Nel 1222 la città fu teatro di un evento di grande importanza: re Andrea II emanò la cosiddetta Bolla d'oro, prima costituzione dello stato, che sanciva i privilegi della nobiltà e i doveri del re nei suoi confronti.
Nella primavera del 1242 la città venne attaccata dai Mongoli, che avevano invaso l'Ungheria. Il disgelo improvviso protesse la città, circondata da paludi, dall'assalto dei cavalieri mongoli, che non riuscirono a spingersi fino alle mura cittadine. Negli atti ufficiali del XIII-XIV secolo vengono spesso citati i palazzi in costruzione; il volto della città, che nel medioevo visse un'epoca d'oro, venne immortalato a partire dal 1490 in numerose incisioni.
Nel 1526 l'Ungheria vide la sua esistenza minacciata dall'assedio dell'impero turco. Nella battaglia di Mohács caddero 20000 soldati appartenenti alla nobiltà e al clero; lo stesso re Luigi II morì in battaglia.
Nel 1541 Buda venne conquistata dai turchi, e nel 1543 cadde anche Székesfehérvár. La città divenne allora fortezza turca di confine, e rimase tale - con l'eccezione dell'effimera riconquista del 1601 - fino al 1688 quando, insieme a tutta l'Ungheria, fu presa dagli Asburgo. 
A partire dall'inizio del XVIII secolo la città visse una nuova fioritura; agli abitanti di origine ungherese e serba se ne aggiunsero altri di provenienza tedesca e morava. Nel 1703 la città riebbe il suo rango di città libera reale, ma non quello di capitale dello stato. Gli ultimi re della dinastia asburgica riunivano il parlamento a Presburgo, l'odierna Bratislava dove avevano luogo le incoronazioni, mentre la sede del regno era Vienna. Verso la metà del XVIII secolo si mise mano alla costruzione di edifici di notevole importanza, come il convento e la chiesa dei Francescani e gli edifici religiosi dei Gesuiti. Si costruirono edifici pubblici, palazzi barocchi e case borghesi. Lo sviluppo della città è ben documentato da stampe e fotografie dal 1720 al 1870.
Agli abitanti di origine tedesca si sostituirono a poco a poco, come conseguenza dei tentativi di riforma dell'inizio del XIX secolo, altri di origine ungherese. Il 15 marzo 1848 i cittadini si unirono alla rivoluzione; dopo il suo fallimento e la successiva guerra di liberazione, la città divenne centro agricolo a bassa industrializzazione, all'ombra di Budapest, nel frattempo diventata una metropoli.
Dopo il Trattato del Trianon la città visse negli anni fra le due guerre mondiali un periodo di grande sviluppo che vide, con l'approssimarsi della Seconda guerra mondiale, la costruzione di grandi aziende.
Dopo la Seconda guerra mondiale proseguì intensa l'industrializzazione; vennero aperti un laminatoio di alluminio ed una fabbrica di motociclette. La città, che nel 1945 contava solo 35.000 abitanti crebbe fino a raggiungere i 100.000 verso la fine degli anni settanta. Sorsero nuovi centri residenziali, ma la città vecchia conservò il carattere barocco e gli edifici furono messi sotto tutela artistica. I principali edifici barocchi sono il Duomo, il Palazzo Vescovile e il Municipio.
Nel corso delle indagini archeologiche degli ultimi decenni furono rinvenuti resti della basilica medievale, visibili nel "Parco archeologico" al centro della città. Si è invece ben conservata la cappella tardogotica di Sant'Anna, del 1470 circa.

## Amministrazione

### Gemellaggi
- Alba Iulia[4]
- Birmingham
- Blagoevgrad
- Bratislava[5]
- Cento
- Chorley
- Eskilstuna
- Hradec Králové
- Kemi
- Krško
- Luhansk
- Miercurea Ciuc
- Panevėžys
- Pardubice
- San Benedetto del Tronto
- San Salvo
- Schwäbisch Gmünd
- Virginia Beach
- Zara

## Sport

### Calcio
La squadra principale della città è il Fehérvár Football Club.

### Basket
La squadra principale della città è l'Albacomp.

### Hockey su ghiaccio
La squadra della città, lo SAPA Fehérvár AV19, partecipa da diversi anni alla Österreichische Eishockey-Liga, nota anche come "ICE Hockey League".